# ビッグ・ブラック

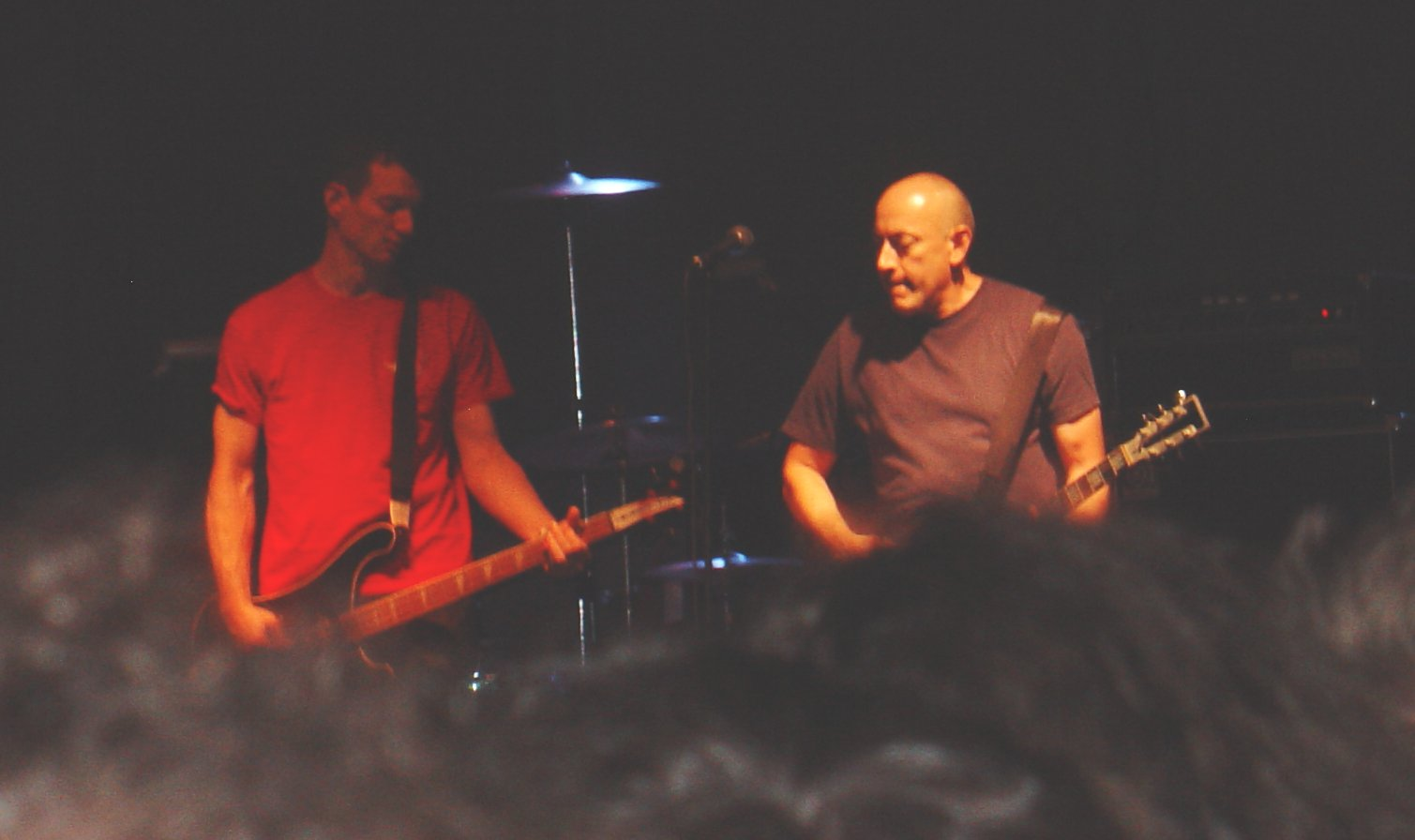
ジェフ・パツェッティとサンティアゴ・デュランゴ

ビッグ・ブラック（Big Black）は、1981年から1987年にかけて活動していたアメリカ、エバンストン出身のパンク・ロック・バンド。スティーヴ・アルビニがネイキッド・レイガンのサンティアゴ・デュランゴ、ジェフ・パツェッティと共に結成。1985年にパツェッティにかわりデイヴ・ライリーが加入している。解散までに2枚のフル・アルバムを発表している。
ビッグ・ブラックの攻撃的でノイジーな音楽性は、金属音的なギター音とドラムマシンの使用によって特徴づけられ、インダストリアル・ロックの先駆けとされている。また、スティーヴ・アルビニによる作詞は、殺人、強姦、幼児愛、放火、人種差別、女性差別といった社会のタブーとされる事象を積極的に扱っている。彼らはまた強固な信念を持ち、商業的な音楽を忌避し、契約書に署名したりする様なビジネス的なやり方に縛られる従来のロック・バンドの在り方を否定している。一方で、自身のツアーの契約は自ら行い、レコーディングの費用は自費でまかなうなど、自分達の仕事に対して厳格に取り組む姿勢を持っていた。彼らのストイックな姿勢はのちのインディー・ロックやアンダーグラウンド・ロックの発展に大きく貢献することになった。

## ディスコグラフィ

### スタジオ・アルバム
- Atomizer (1986年)
- 『SONGS ABOUT FUCKING』 - Songs About Fucking (1987年)

### ライブ・アルバム
- Sound of Impact (1987年)
- 『ピッグパイル』 - Pigpile (1992年)

### コンピレーション・アルバム
- The Hummer Party (1986年)
- The Rich Man's Eight Track Tape (1992年)

### EP
- Lungs (1982年)
- Bulldozer (1983年)
- Racer-X (1984年)
- Headache (1987年)

### シングル
- "Il Duce" (1985年)
- "Heartbeat" (1987年)
- "He's a Whore / The Model" (1987年)
- "In My House" (1992年)

### 参加コンピレーション・アルバム
- The Middle of America Compilation (1984年)
- God's Favorite Dog (1986年)
- Happiness Is Dry Pants (1987年)